# آلیس مک‌درموت
آلیس مک‌درموت (انگلیسی: Alice McDermott؛ زادهٔ ۲۷ ژوئن ۱۹۵۳) نویسنده، رمان‌نویس و مقاله‌نویس اهل ایالات متحده آمریکا است. وی برندهٔ جوایزی همچون جایزه کتاب آمریکا و جایزه ملی کتاب شده‌است. مک‌درموت استاد دانشگاه جانز هاپکینز است.
آثار او افزون بر کسب جوایز متعدد در نشریات نیویورک تایمز، واشنگتن پست، نیویورکر، هاپر و دیگر روزنامه‌ها و مجلات آمریکایی چاپ می‌شود.